# Осиповский, Иван Петрович Слепой
Князь Иван Петрович Осиповский по прозванию Слепой — сын боярский и воевода во времена правления Ивана III Васильевича и Василий III Ивановича.
Из княжеского рода Осиповские. Единственный сын родоначальника, князя Петра Фёдоровича Стародубского получивший прозвание по владению селом или волостью "Осиповский".

## Биография
Показан в детях боярских. В 1495 году участвовал в данной должности в государевом походе на Новгород. В 1502 году второй воевода Большого полка в походе на Великое княжество литовское.
В 1507 году послан к Плесу на помощь князю Михаилу Ивановичу Булгакову-Голице, но в какой должности не показан.
От брака с неизвестной имел единственного сына, князя Василия Ивановича, на котором пресёкся княжеский род.